# 会计基本假设
会计基本假设规定了会计核算工作赖以存在的一下基本前提条件，为会计核算对象的确定、会计政策的选择和会计数据的搜集提供重要依据。会计基本假设通常包括：会计主体、持续经营、会计分期和货币计量。